# Anyphaena gibboides
Anyphaena gibboides là một loài nhện trong họ Anyphaenidae.
Loài này thuộc chi Anyphaena. Anyphaena gibboides được Norman I. Platnick miêu tả năm 1974.